# Шипенко Олександр Миколайович
Олександр Миколайович Шипенко (* 11 грудня 1958, Запоріжжя — 10 квітня 2015, Запоріжжя) — український гандболіст, воротар, Заслужений майстер спорту СРСР, гандбольний тренер та функціонер.

## Біографія
Народився 11 грудня 1958 в Запоріжжі.
Вихованець тренерів С. Полонського, О. Кубраченка.
Закінчив факультет охорони навколишнього середовища Запорізького індустріального інституту (1983) та факультет фізичного виховання Запорізького державного університету (1988).
Помер у рідному Запоріжжі ранком 10 квітня 2015 року на 57-му році життя.

## Спортивна кар'єра
Грав у клубах ЗІІ (Запоріжжя), «Африкан» (Туніс), збірних командах України та СРСР.

### Спортивні досягнення
- Бронзовий призер чемпіонатів СРСР (1982–1984)
- володар Кубка Європи (ІГФ) (1983)
- чемпіон Тунісу (1989)
- володар Кубка Тунісу (1990)
- дворазовий переможець молодіжних чемпіонатів світу (1977, 1979)
- чемпіон світу (1982)
- дворазовий володар Кубка світу і Суперкубка
- переможець Ігор Доброї волі.

## Тренерська кар'єра
Працював тренером гандбольного клубу «ZTR» (1992–1995 та з грудня 2011)).

## Громадська та адміністративна робота
Займав посади:
- виконавчого директора промислово-комерційної компанії «Сінтек» (1995–1997)
- генерального менеджера чоловічої збірної України (2000–2002)
- віце-президента Федерації гандболу України (2002–2005)
- віце-президента гандбольного клубу «Портовик» (2006–2009).

Генеральний директор Української гандбольної ліги. Президент гандбольного клубу «Ветеран».